# Lore Helmcke
Lore Helmcke (geboren vor 1920; gestorben nach 1933) war eine Anfang der 1930er Jahre in Berlin tätige Illustratorin, Karikaturistin und Pressezeichnerin. Neben ihren Witzezeichnungen schuf sie insbesondere auch Zeichnungen von Pferden, visualisierte zudem auch Daten der Wirtschaft.
Zwischen 1930 und bis hinein in das Jahr der Machtergreifung durch die Nationalsozialisten 1933 konnten bisher Werke Helmckes in den Jahrgängen folgender Publikationen nachgewiesen werden:
- Das 12 Uhr Blatt (1932), nach: Der wahre Jacob[1]
- Berliner Blatt (1930–1932)[1]
- Deutsche Allgemeine Zeitung (DAZ; 1932, 1933)[1]
- Deutsche Tageszeitung (1930, 1931)[1]
  - Beilage Bilder zur Zeitgeschichte (1930–1932)[1]
- Die Grüne Post (1931)[1]
- IZ. Neue illustrierte Zeitung (1932)[1]
- Kreuz-Zeitung (1932)[1]
- Neuköllner Tageblatt. Morgenzeitung für den Süden Berlins, Illustrierte Wochenbeilage (1930, 1931)[1]
- Der Reichsbote (1931)[1]
- Steglitzer Anzeiger; Illustrierte Wochenbeilage (1930–1932)[1]
- Der wahre Jacob (1932, 1933)[1]